# Яцков, Сергей Егорович
Серге́й Его́рович Яцко́в (2 января 1927, Иванково, Тамбовская губерния — 18 июня 2012, Москва) — машинист электровоза локомотивного депо имени Ильича Московской железной дороги, Герой Социалистического Труда, депутат Верховного Совета СССР 10-го созыва.

## Биография
Родился 2 января 1927 года в селе Иванково (ныне — Тамбовского района Тамбовской области) в крестьянской семье. В детстве остался без отца, мать уехала на заработки в столицу, воспитывался в семье деда. В 1942 году окончил школу-семилетку в родном селе. Затем был направлен вместе с одноклассниками от колхоза на курсы трактористов.
Зимой 1944 года Сергея забрал к себе дядя — Иван Алексеевич Яцков. Он в это время работал в тоннельно-восстановительном отряде. После отхода немцев отряд восстанавливал тоннели под Новороссийском и в Крыму. Здесь Сергей работал водителем дрезины, подвозил к месту завалов рельсы, щебёнку, людей.
После войны вернулся к своей мечте — стать машинистом. В 1950 году окончил школу машинистов электровозов при железнодорожном техникуме имени Андреева в городе Москве. Получил направление в локомотивное депо имени Ильича Московской железной дороги. С этим предприятием была связана вся его дальнейшая трудовая деятельность.
С 1950 по 1958 годы работал на электропоездах на участках Москва-Голицыно, Москва-Звенигород. Яцков окончил среднюю школу рабочей молодежи, Всесоюзный заочный техникум железнодорожного транспорта МПС.
По мере электрификации дороги плечи росли, сначала до Кубинки, потом до Можайска. 22 ноября 1958 года провёл свой первый грузовой состав до Можайска на электровозной тяге. Водил грузовые и пассажирские поезда на участке Москва — Можайск и Москва — Вязьма — 248 км.
В 1969 году вёл поезд из Можайска в Москву на скорости 100 км в час. На одном из переездов вовремя заметил застрявший автобус, смог остановить состав и предотвратить трагедию. За предотвращение аварии был награждён знаком «Почётному железнодорожнику».
В начале 1973 года развернулось движение за досрочное выполнение плановых заданий девятой пятилетки. По итогам соцсоревнования Яцков был назван лучшим по профессии, награждён орденом Ленина. В 1975 году по итогам соревнования Октябрьской и Московской дорог получил переходящий хрустальный кубок. В 1977 году был признан лучшим машинистом сети железных дорог.
Указом президиума Верховного Совета СССР от 13 мая 1977 года за выдающиеся успехи, достигнутые в выполнении плановых заданий на 1976 год и принятых социалистических обязательств Яцкову Сергею Егоровичу присвоено звание Героя Социалистического Труда с вручением ордена Ленина и золотой медали «Серп и Молот»
За 27 лет работы машинистом в депо имени Ильича Яцков преодолел 2,5 млн км. Работал на электровозах практически всех типов. Был наставником, передавал свой практический опыт и знания начинающим, воспитал немало высококвалифицированных машинистов.
Трудовые успехи С. Е. Яцков совмещал с активной общественной деятельностью. Много лет был членом Дорпрофсожа, ВЦСПС, Московского городского комитета КПСС, депутатом Моссовета, в 1976 году был избран делегатом XXV съезда КПСС, в 1979-м — депутатом Верховного Совета СССР. В 1986 году написал книгу «Всегда в пути».
В 1997 году С. Е. Яцков вышел на пенсию. Находясь на пенсии, участвовал в жизни «родной» дороги, занимался общественной работой в совете ветеранов, встречался со школьниками, участвовал в различных мероприятиях.
Скончался 18 июня 2012 года. Похоронен на Ваганьковском кладбище.